# Buchberg (Münster)
Der Buchberg ist eine 359 m hohe Erhebung am Rand des Bayerischen Walds im Landkreis Straubing-Bogen.
Der Buchberg liegt auf dem Gebiet der Gemeinde Steinach, südlich des Gemeindeteils Münster, 300 Meter nördlich der Bundesautobahn 3 und westlich der Kreisstraße SR 8. Er schiebt sich weiter als die angrenzenden Erhebungen nach Süden in die weite Fläche des Gäubodens, der in diesem Bereich auf dem Niveau von etwa 323 m ü. NN liegt.

## Geologie
Der Buchberg ist eine geologisch bedeutsame Kalkscholle am Donaurandbruch.

### Geotop
Ein wissenschaftlich bedeutsames Geotop ist ein ehemaliger Steinbruch im umzäunten Bereich einer Wasserfassung, bei dem verkarstete Kalke des Unteren Malm anstehen.

## Naturschutz

### Naturschutzgebiet
Der Nordwesthang und Teile des Südhangs mit einer Fläche von etwa 2,95 Hektar sind als Naturschutzgebiet ausgewiesen. Es ist dies die westliche Teilfläche des Naturschutzgebietes Buch- und Helmberg bei Münster. Dieses Schutzgebiet besteht seit 1994 und wird unter der NSG-00555.01 geführt. Es besteht aus verschiedensten Biotopen der Hangwaldflächen, Gebüschen, Heckenstrukturen, Wiesen, Halbtrockenrasen und Felsbandpionierrasen an den Gesteinsentnahmestellen mit reichhaltiger Pflanzenwelt und seltenen und bedrohten Arten auf dem Buchberg und Helmberg.

### FFH-Gebiet
Die mit dem Naturschutzgebiet deckungsgleiche Teilfläche des Helmberges ist Teil des Natura 2000-Gebietes DE 6939-371 nach FFH-Richtlinie  mit der Bezeichnung Trockenhänge am Donaurandbruch, dessen gesamte Schutzfläche 521,43 Hektar umfasst. Davon liegen die Schutzgebiete Buch- und Helmberg, Bogenberg und bei Pillnach mit zusammen 49,59 Hektar im Landkreis Straubing-Bogen.

## Wasserwerk und Wasserschutzgebiet
Der Buchberg ist Teil eines etwa 53,4 Hektar großen Wasserschutzgebietes des Zweckverbands zur Wasserversorgung der Buchberggruppe.